# 주루이촌
주루이촌(일본어: 忠類村)은 일본 홋카이도 도카치 지청에 있던 촌이다.
2006년 2월 6일에 인접했던 마쿠베쓰정에 편입합병되었다. 주루이촌의 일부가 되었다.

## 지리
도카치 지청의 남부에 위치. 마을 면적의 대부분은 평지로 되어있다. 

## 역사
- 2006년 - 마쿠베쓰정에 편입합병 되었다.

## 교통
- 오비히로 공항 (오비히로시)

### 도로
- 국도 236호선
- 국도 336호선